# Chaurjas
Chorge (en francès Chorges) és un municipi de França de la regió de Provença-Alps-Costa Blava, al departament dels Alts Alps.

## Demografia
| Evolució de la població |       |       |       |       |       |       |       |       |
| 1793                    | 1800  | 1806  | 1821  | 1831  | 1836  | 1841  | 1846  | 1851  |
| 1 650                   | 1 508 | 1 719 | 1 936 | 2 009 | 2 010 | 1 891 | 1 872 | 1 892 |

| 1856  | 1861  | 1866  | 1872  | 1876  | 1881  | 1886  | 1891  | 1896  |
| ----- | ----- | ----- | ----- | ----- | ----- | ----- | ----- | ----- |
| 1 799 | 1 814 | 1 795 | 1 707 | 1 770 | 1 989 | 1 617 | 1 480 | 1 559 |

| 1901  | 1906  | 1911  | 1921  | 1926  | 1931  | 1936  | 1946  | 1954  |
| ----- | ----- | ----- | ----- | ----- | ----- | ----- | ----- | ----- |
| 1 377 | 1 406 | 1 351 | 1 270 | 1 269 | 1 363 | 1 308 | 1 248 | 1 263 |

| 1962  | 1968  | 1975  | 1982  | 1990  | 1999  | 2006 | 2011 | 2016 |
| ----- | ----- | ----- | ----- | ----- | ----- | ---- | ---- | ---- |
| 1 141 | 1 173 | 1 242 | 1 391 | 1 561 | 1 882 | -    | -    | -    |

| 2019 | - | - | - | - | - | - | - | - |
| ---- | - | - | - | - | - | - | - | - |
| -    | - | - | - | - | - | - | - | - |

## Administració
| Període   | Identitat             | Partit |
| --------- | --------------------- | ------ |
| 1945-1947 | Denis Disdier         |        |
| 1947-1953 | Guy Dupuy             |        |
| 1953-1959 | Henri Gelpy           |        |
| 1959-1965 | Antoine Podevigne     |        |
| 1965-1971 | Jacqueline Brandi     |        |
| 1971-1983 | Lucien Guibaud        | PCF    |
| 1983-2001 | André Arnaud          |        |
| 2001-2008 | François Fennebresque | PS     |
| 2008-     | Christian Durand      |        |